# De Pretenders
De Pretenders is een Nederlandse film uit 1981 van Jos Stelling. Het is gebaseerd op het toneelstuk Jukebox 2008 van Herman van Veen. De internationale titel is The Pretenders. De film werd opgenomen in de Utrechtse buurt Verdomhoekje.

## Verhaal
Het verhaal speelt zich af tijdens het weekend waarin Marilyn Monroe dood gevonden werd in haar villa in 1962. Daarin ontmoeten diverse jongeren elkaar na jaren weer in een snackbar in een Utrechtse wijk, waar ze elkaar naar de kroon steken met hun bijzondere verhalen.

## Rolverdeling
| Acteur           | Personage |
| ---------------- | --------- |
| Evert Holtzer    | Evert     |
| Coby Stunnenberg | Greet     |
| Ad Rietveld      | Adje      |
| Corina Singeling | Bep       |
| Ton van Dort     | Herman    |
| Peter van Laar   | Peter     |
| Bob Casandra     | Bob       |
| Simone Dresens   | Truus     |
| Henk Fakkeldij   | Henk      |